# Oxyepoecus plaumanni
Oxyepoecus plaumanni är en myrart som beskrevs av Kempf 1974. Oxyepoecus plaumanni ingår i släktet Oxyepoecus och familjen myror. Inga underarter finns listade i Catalogue of Life.